# 乙支路洞
乙支路洞（：／ Euljiro dong */?），是大韩民国首尔特别市中区北部一个的行政洞。，2013年人口1,947。